# Layer Marney
Pour les articles homonymes, voir Layer et Marney.
Layer Marney est un village et une paroisse civile de l'Essex, en Angleterre.
Il s'y trouve un palais de style Tudor, le Layer Marney Tower (en), et une église dédiée à la Vierge Marie.
En 2006, Layer Marney comptait 206 habitants.

## Histoire
En 1879, l'organiste Kezia Peache (en) et son frère sont devenus Lady et Lord du manoir de Layer Marney. Les frère et sœur Peache ont payé les réparations substantielles nécessaires à la Layer Marney Tower.
L'intégralité des 8 heures du film de 2017 Baa Baa Land sont tournées dans une ferme à Layer Marney.